# 原將人
原 將人（はら まさと、1950年（昭和25年）7月15日 - ）は、東京都目黒区出身の映画監督。現在京都府京都市在住。
映像短歌の会主宰。日本映画監督協会、フィルム文化を存続する会、映画人九条の会会員。

## 来歴・人物
1969年麻布高等学校卒業。1968年（昭和43年）、高校在学中に友人と製作した短編映画『おかしさに彩られた悲しみのバラード』が、第1回フィルムアートフェスティバル東京においてグランプリおよびATG賞をW受賞。この時の審査員は、植草甚一、武満徹、勅使河原宏、松本俊夫、粟津潔、飯村隆彦、山田宏一。一躍「天才映画少年」として一世を風靡し、映画監督デビューを果たす。
1970年、大島渚監督の『東京戰争戦後秘話』の脚本を佐々木守とともに手がけ、予告編を演出。
1973年（昭和48年）、23歳の時、独自の映画理論と映画哲学を詰め込んだ『初国知所之天皇』（はつくにしらすめらみこと）を発表。当初、仲間とデニス・ホッパーとピーター・フォンダによるロードムービー『イージー・ライダー』のような映画を作ろうと、ハーレーダビッドソンを馬に対置し16ミリフィルムで撮影を開始したものの、資金不足によりロケ隊は解散。（北海道から1年契約で借りてきた馬は、東京の馬事公苑で管理飼育され、再び北海道へ返された。）どうしても作品を仕上げたかった原は、バイト代で購入した8ミリカメラを手に、日本を縦断するロケ地を巡るヒッチハイクの旅をしながら撮影を完了させ、編集、音楽、ナレーション、映画製作のほぼすべての作業を1人で担当。同作は8時間あり、東京渋谷区桜丘町の「ポーリエ・フォルト」などで何度か分けて限定上映された。サントラ盤としてLPレコード「はつくにしらすめらみこと　原正孝の世界」も発売された。
『初国知所之天皇』は伝説の映画として賞賛され、大学時代に本作を含む原の全作品上映を行った瀬々敬久を始め、大森一樹、犬童一心など数え切れないほどの作家や映画監督たちに影響を与えた。各地でライブ上映による再演がなされており、現在は5年に一度のペースで主に原在住の京都などでライブ上映が開催されている。
1995年（平成7年）芭蕉の『奥の細道』を追った私映画『百代の過客』（はくたいのかかく）が山形国際ドキュメンタリー映画祭のコンペで絶賛され、90年代の私映画を牽引する。
1997年（平成9年）、初の商業映画『20世紀ノスタルジア』で、第38回日本映画監督協会新人賞を受賞。河瀨直美監督作『萌の朱雀』との一騎討ちを制しての受賞となった。
2002年、第1回フランクフルト国際映画祭にて、ライブ映画『MI・TA・RI！』を発表。デジタル・プロジェクター1台、8ミリ映写機2台による3面マルチで上映し、ナレーションと音楽を生でライブ。第1回フランクフルト国際映画祭観客賞受賞。
2014年、63歳にして双子姉妹の父となり、『双子暦記』三部作を製作中。双子誕生のこの年を、双子元年として製作される本作品群は、原独自の映画実験の試みがふんだんに散りばめられ、自由なタッチで描かれている。
2018年（平成30年）7月28日16時半頃、京都市上京区にある自宅が漏電により全焼。大正時代の建築であった。自宅に保管していた『初国知所之天皇』と『MI・TA・RI！』のオリジナル8ミリフィルム他も焼失。原自身は作品データの入ったハードディスクを取りに戻ったため、顔と腕に火傷を負って入院。後日、原と妻の原真織によってドキュメンタリー映画『焼け跡ダイアリー』『焼け跡クロニクル』として作品化された。
また『マテリアル＆メモリーズ』製作時より8年間にわたり原の活動を追ったドキュメンタリー『映画になった男』（金子遊監督）が公開された。
2019年（平成31年/令和元年）、シネマハウス大塚にて1月と10月の2弾にわたって特集上映「原將人って誰だ!」が開かれた。
京都・ルーメンギャラリーにて6月に、企画上映「映画監督 原 將人映像個展」開催。
2020年12月、京都市主催のクラウドファンディングにより、イマジカラボに保管されていた『初国知所之天皇』ネガから16㎜フィルムがリプリント。
2021年3月、京都・ルーメンギャラリーにて『初国知所之天皇』ニュープリントお披露目上映会。『初国知所之天皇』ライブ上映のリアル配信に挑戦。
2024年3月から4月にかけて、東京・シネマハウス大塚／アップリンク吉祥寺、横浜シネマ・ジャック＆ベティにて『原將人映画ライブツアーTOKYO／YOKOHAMA』を開催。宇田川幸洋、内藤誠を迎えてのトークセッションが行われた。

## 受賞歴
- 1968年 第1回東京フィルムフェスティバルグランプリ・ATG賞『おかしさに彩られた悲しみのバラード』
- 1997年 第38回日本映画監督協会新人賞『20世紀ノスタルジア』
- 2002年 第1回フランクフルト国際映画祭観客賞受賞『MI・TA・RI!』
- 2018年 第1回東京ドキュメンタリー映画祭長編部門グランプリ受賞『双子暦記・私小説』[6]

## 監督作品
- おかしさに彩られた悲しみのバラード（1968年）
- 早川義男自己表出史（1970年）
- 初国知所之天皇（はつくにしらすめらみこと、1973年）
- 初国知所之天皇 リフレイン（1975年）
- ユリシーズの不思議な旅（1979年、ビデオ作品）
- 初国知所之天皇 アゲイン（1980年）
- 人間・0歳の周辺（1982年）
- らいちょうのうた（1983年）
- C・W・ニコルの世界（1985年、テレビ番組）
- 百代の過客（1993年）
- 初国知所之天皇 1994年版（1994年）
- 101年目の映画へ（1996年、テレビ番組）
- 20世紀ノスタルジア（1997年）
- ロードムービー家の夏 Never Ending Summer（1997年、金子ともかず、小沼亮子との共同監督）
- 原発通信（はらはつうしん、1999年、ビデオ作品）
- 豊饒のバッハ（1999年）
- MI・TA・RI!（2002年）
- マテリアル&メモリーズ（2009年）
- あなたにゐてほしい Soar（2015年）
- 双子暦記・私小説（2018年）
- 映画になった男（2018年）
- 焼け跡ダイアリー（2019年）
- 焼け跡クロニクル（2022年、監督・撮影・編集／原まおり、原將人）

## 参加作品
- 薔薇の葬列（1969年）
- 東京战争戦後秘話（1970年）
- オレンジロード急行（1978年）
- 急にたどりついてしまう（1995年）

## 著書
- 見たい映画のことだけを（有文社）
- 父と子の長い旅（フィルムアート社）
- 20世紀ノスタルジア（扶桑社）